# Traité de Pouilly-le-Fort
Saint-Maur (1418) Troyes (1420)
Le traité de Pouilly-le-Fort, également nommé la « paix du Ponceau » est signé le 11 juillet 1419 par Jean sans Peur, duc de Bourgogne et le dauphin Charles (futur Charles VII de France).
Le duc de Bourgogne espère beaucoup de son entrevue avec Henri V d'Angleterre. Mais ce dernier ayant refusé de l'écouter, Jean sans Peur se tourne alors vers le dauphin Charles. Tous deux se rencontrent à Pouilly-le-Fort le 11 juillet 1419 et signent un traité d'alliance. En se quittant le dauphin Charles et le duc de Bourgogne se donnent rendez-vous à Montereau afin de construire ensemble une stratégie qui leur permettra de lutter contre l'occupant anglais. Jean sans Peur est assassiné sur le pont de Montereau le 10 septembre 1419.   